# Атиконак
Езеро Атиконак (на английски: Atikonak Lake) е 6-о по големина езеро в провинция Нюфаундленд и Лабрадор. Площта, заедно с островите в него е 431 км2, която му отрежда 114-о място сред езерата на Канада. Площта само на водното огледало без островите е 358 км2. Надморската височина на водата е 499 м.
Езерото се намира в югозападната част на п-ов Лабрадор, в най-западната част на провинция Нюфаундленд и Лабрадор. Езерото Атиконак има изключително разчленена брегова линия, със стотици заливи, отделни езерни разширения, протоци свързващи отделните части, множество острови (73 км2) и полуострови. От северната част на езерото изтича река Атиконак, дълга 40 км, течаща на северозапад и вливаща се в язовира Смолууд.
Бреговете на езерото за първи път са детайлно картографирани през 1894 – 1895 г. от канадския топограф Албърт Питър Лоу.